# Alissonotum binodulum
Alissonotum binodulum – gatunek chrząszcza z rodziny poświętnikowatych, podrodziny rohatyńcowatych i plemienia Pentodontini.
Gatunek ten został opisany w 1891 przez Léona M. H. Fairmaire.
Ciało raczej szeroko-owalne, wypukłe, gładkie i błyszczące, czarne z rudym spodem. Głowa pomarszczona, z dwoma zębami z przodu i dwoma guzkami pośrodku. Środek przedplecza z drobnym wyniesieniem i lekkim, przednim zagłębieniem tuż za nim, a reszta jego powierzchni grubo i raczej gęsto punktowana. Grubo punktowane rzędy na pokrywach są głębokie, a same pokrywy raczej krótkie i z tyłu szerokie.
Chrząszcz orientalny, endemiczny dla Indii, znany ze stanów Arunachal Pradesh, Dżammu i Kaszmir oraz Pendżab.